# Argilloecia gracilior
Argilloecia gracilior is een mosselkreeftjessoort uit de familie van de Pontocyprididae. De wetenschappelijke naam van de soort is voor het eerst geldig gepubliceerd in 1910 door Chapman.